# ブルーノ・ラトゥール
ブルーノ・ラトゥール (Bruno Latour、1947年6月22日 - 2022年10月9日) は、フランスの哲学者・人類学者・社会学者。専門は、科学社会学、科学人類学。アクターネットワーク理論(Actor–network-theory、ANT)に代表される独自の科学社会学の構想によって知られる。パリ国立高等鉱業学校での教授経験を経て、2006年からパリ政治学院教授。翌2007年から同学院の副学長を務める。なお、ブルーノという表記は英語圏でのBrunoの発音に忠実なものだが、フランス語での発音に忠実な日本語表記はブリュノ・ラトゥールである。

## 人物
1947年、フランス・コート＝ドール県のボーヌに生まれる。ミシェル・セールの影響を受けて哲学のアグレジェとなった後、人類学に興味をもち、コートジボワールでフィールドワークを行う。その後、民族誌的記述を応用して実験室内の科学者について記述する科学社会学的実践に取り組み、1979年、スティーヴ・ウルガーとの共著『実験室の生活――科学的事実の社会的構成』を発表。
科学社会学において当初社会構築主義の立場に立っていたとされるが、1980年後半ごろからアクターネットワーク理論へ移行した。アクターネットワーク理論は、人とモノを同位のアクター（アクタン）と位置づけ、その相互連関によって事象を記述しようとする社会科学理論である。今日まで、ミシェル・カロンやジョン・ローなどとともに理論的洗練に取り組んでいる。
2007年には、タイムズ・ハイアー・エデュケーション社による人文社会科学分野の被引用回数ランキングでベスト10入りし、その後も、アクターネットワーク理論の関連論文数でみても、2007年の年間1,510件から2017年には年間5,520件に達するなど、21世紀における人文社会科学分野で最も大きな影響力をもつ一人になっている。
2013年にはホルベア賞を受賞。選考委員会は、受賞理由として、「ブリュノ・ラトゥールは、野心的な分析を行い、近代について新たな解釈を示すことで、近代と前近代、自然と社会、人間と非人間の区分などといった基本的な考え方に疑問を投げかけてきました。……その影響は、万国に広がり、科学史の研究を超えて、美術史学、史学、哲学、人類学、地理学、神学、文学、法学に及んでいます」としている。
2022年10月9日、フランスパリにて死去。75歳没。

## 思想
ラトゥールの人類学・社会学の中心に位置するのは、「主体‐客体」（「社会‐自然」）という近代的二分法からの脱却である。ラトゥールによれば、近代としてくくられている時代は、この二分法に回収されないハイブリッド（主体とも客体とも呼べないもの）がひたすら産出されてきたのだが、「近代」という概念装置によってそれらは巧みに覆い隠されてきた（よって、「われわれはモダンであったことなどない」となる）。この構図を検証し直し、あらたな可能性を開こうというのがラトゥールの論の眼目である。 
ラトゥールは、この近代的二分法からの脱却という問いに対して、プレモダンに回帰するのでもポストモダンに回避するのでもなく、「人間‐非・人間」によるアクター・ネットワーク理論という「ノン」モダンの決着法を提案する。このアイディアは、ミシェル・セールの「準主体、準客体」概念などからヒントを得ており、人間は純然たる「主体」ではなく、非-人間もまた純然たる「客体」ではない。ある行為／作用は、主体にも客体にも還元できず、さまざまな準主体、準客体の連関のなかで生まれているのである。
この着想は、科学社会学のみならず、経験的な地平から「主体の脱中心化」とともに「客体の脱中心化」に取り組むジョン・アーリやスコット・ラッシュらの社会学にきわめて強い影響を与えるとともに、さらには、都市社会学、環境社会学、家族社会学、医療社会学などでも受容されるにいたり、「科学」としての社会学の方法論全般の再審を迫るものとなっている。
さらには、人類学はもとより、経営学、地理学、組織論、会計学、社会心理学、教育学など社会科学全般に広がるとともに、哲学（思弁的実在論）や建築学、アートなどでも幅広く参照されている。また、原子力発電、地球温暖化、人新世などといった環境問題を扱う科学者や行政担当者の間でも積極的に取り上げられるようになっている。

## 批判と応答

### 批判
いわゆる「ソーカル事件」によって、ポストモダン思想における科学の濫用を告発したソーカルとブリクモンは、その著書『「知」の欺瞞』のなかで、ラトゥールについても、「科学の論争の結果を決めるのは研究者間の権力闘争である」と主張している者として取り上げ、ラトゥールの「科学」理解がデタラメであることを批判している（疑似科学）。
その上で、ソーカルらは、ラトゥールが『科学がつくられているとき』（1987年）のなかで「科学論の方法の第三規則」と名付けたものに対して批判を浴びせる。この「第三規則」は、「論争の決着は自然の表象の原因であって帰結ではないのだから、結果として得られる自然を、論争がどのようになぜ決着したのかの説明に用いることはできない」というものである。
これに対して、ソーカルらは、こう批判している。「かりに後半の『自然』も『自然の表象』に置き換えてこの文章を読み直せば、科学者による自然の表象（つまり科学の理論）は社会的なプロセスによって到達されるものであり、単にその結果を使って、そのプロセスがどう進行しどういう結果にいたったかを説明することはできないという自明な話になってしまう。他方、後半での『自然』を文字通りに受け取り、そこにあるとおりに『結果』という言葉と結びつけるとすると、外的な世界は科学者の談合によって創られるという主張になる」。つまり、外的な世界（「自然」）が科学者の談合（「社会的なもの」）によって「構築」されるという「かなり奇怪な過激観念論」を唱えているというわけである。

## 主な著書

### 単著
- 1984, Les Microbes : guerre et paix, Paris, Métailié.

　（改題）Pasteur : guerre et paix des microbes, suivi de Irréductions, Paris, La Découverte, 2001.
　（英訳）The Pasteurization of France, Harvard University Press, Cambridge Mass., USA, 1988.
　（邦訳）荒金直人訳『パストゥールあるいは微生物の戦争と平和、ならびに「非還元」』以文社 2023年
- 1985, Pasteur. Bataille contre les microbes, Paris, Nathan, « Poche-Nathan. Monde en poche ».

　（邦訳）岸田るり子・和田美智子訳『細菌と戦うパストゥール』偕成社文庫 1998年
- 1987, Science In Action: How to Follow Scientists and Engineers Through Society, Harvard University Press, Cambridge Mass., USA.

　（仏訳）La Science en action, Paris, La Découverte, 1989.
　（邦訳）川崎勝・高田紀代志訳『科学がつくられているとき――人類学的考察』産業図書 1999年
- 1991, Nous n'avons jamais été modernes : Essai d'anthropologie symétrique, Paris, La Découverte.

　（英訳）We have never been modern, Harvard University Press, Cambridge, Mass., USA, 1993.
　（邦訳）川村久美子訳『虚構の「近代」ーー科学人類学は警告する』新評論 2008年
- 1992, Aramis ou l'Amour des techniques, Paris, La Découverte.

　（英訳）Aramis, or the love of technology, Harvard University Press, Cambridge Mass., USA, 1996
- 1993, La clef de Berlin et autres leçons d'un amateur de sciences, Paris, La découverte.
- 1996, Petites Leçons de sociologie des sciences, Paris, Le Seuil.
- 1999, Pandora's Hope: Essays on the Reality of Science Studies, Cambridge, Mass., Harvard University Press.

　（仏訳）L'espoir de Pandore. Pour une version réaliste de l'activité scientifique, Paris, La Découverte, 2001.
　（邦訳）川崎勝・平川秀幸訳『科学論の実在――パンドラの希望』産業図書 2007年
- 1999, Politiques de la nature : Comment faire entrer les sciences en démocratie, Paris, La Découverte.
- 2002,  Jubiler ou les Tourments de la parole religieuse, Paris, Les Empêcheurs de penser en rond / Le Seuil.
- 2002, War of the Worlds: What about Peace?, Prickly Paradigm Press.

　（邦訳）工藤晋・近藤和敬訳『諸世界の戦争――平和はいかが？』以文社 2020年
- 2002, La Fabrique du droit : Une ethnographie du Conseil d'État, Paris, La Découverte.

　（英訳）The Making of Low. An Ethnography of the Conseil d'Etat, Polity Press, 2010.
　（邦訳）堀口真司訳『法が作られているとき――近代行政裁判の人類学的考察』水声社 2017年
- 2005, Reassembling the social: An introduction to Actor-Network-Theory, Oxford, OUP.

　（仏訳）Changer de société, Refaire de la sociologie, Paris, La Découverte, 2006.
　（邦訳）伊藤嘉高訳『社会的なものを組み直す――アクターネットワーク理論入門』法政大学出版局 2019年
- 2009, Sur le culte moderne des dieux faitiches, suivi de Iconoclash, Paris, La Découverte.

　（英訳）On the Modern Cult of the Factish Gods, Duke University Press, 2010.
　（邦訳）荒金直人訳『近代の〈物神事実〉崇拝について――ならびに「聖像衝突」』以文社 2017年
- 2012, Enquête sur les modes d'existence. Une anthropologie des Modernes, Paris, La Découverte.

　（英訳）An Inquiry into Modes of Existence, Harvard University Press, 2013.
- 2015, Face à Gaïa. Huit conférences sur le Nouveau Régime Climatique, Paris, La Découverte.

　（英訳）Facing Gaia. Eight Lectures on the New Climatic Regime, Polity Press, 2017.
- 2017, Où atterrir ? Comment s’orienter en politique, Paris, La Découverte.

　（英訳）Down to Earth. Politics in the New Climatic Regime, Polity Press, 2017.
　（邦訳）川村久美子訳『地球に降り立つ――新気候体制を生き抜くための政治』新評論　2019年
- 2021, Où suis-je ? : Leçons du confinement à l'usage des terrestres, Paris, La Découverte, 2021

　（邦訳）川村久美子訳『私たちはどこにいるのか――星地球のロックダウンを知るためのレッスン』新評論　2024年
- 2022, Habiter la Terre, Entretiens avec Nicolas Truong, Paris, Les Liens qui Libère et Arte édition.

　（邦訳）荒金直人訳『大地に住む』以文社　2024年

### 共著
- 1979, Laboratory Life: the Social Construction of Scientific Facts, with Steve Woolgar, Sage, Los Angeles, USA.

　（仏訳）La vie de laboratoire. La production des faits scientifiques, avec Steve Woolgar, tr. Michel Biezunski, La Découverte, 1988.
　（邦訳）立石裕二・森下翔監訳『ラボラトリー・ライフ――科学的事実の構築 』ナカニシヤ出版 2021年
- 2003, Un monde pluriel mais commun: Entretiens avec François Ewald, with François Ewald, l'Aube.
- 2008, L'Économie, science des intérêts passionnés. Introduction à l'anthropologie économique de Gabriel Tarde, with Vincent Antonin Lépinay, Paris, La Découverte.

　（邦訳）中倉智徳訳『情念の経済学――タルド経済心理学入門』人文書院　2021年

### その他
- Michel Serres, 1992, Éclaircissements: Cinq entretiens avec Bruno Latour, François Bourin.

（邦訳）梶野吉郎・竹中のぞみ訳『解明 M.セールの世界――B.ラトゥールとの対話』法政大学出版局, 1996年